# ماکسیمیلیان روبسپیر
ماکسیمیلیان فرانسوا ماری ایزیدور دو روبِسپیر (به فرانسوی: Maximilien François Marie Isidore de Robespierre) (زادهٔ ۶ مه ۱۷۵۸ – درگذشتهٔ ۲۸ ژوئیه ۱۷۹۴) حقوقدان و دولتمرد فرانسوی بود که تبدیل به یکی از معروف‌ترین و اثرگذارترین و البته جنجالی‌ترین چهره‌های انقلاب فرانسه شد. او به عنوان یکی از اعضای مجلس طبقاتی اتاژنرو، مجلس ملی مؤسسان و باشگاه ژاکوبن‌ها، برای تحقق اهدافی از قبیل حق رأی‌گیری مردانه جهانی، حق رأی برای رنگین‌پوستان، یهودیان، بازیگران و کارگران خانگی، لغو شرط تجرد روحانیون مسیحی، و لغو شرکت فرانسه در تجارت برده در اقیانوس اطلس فعالیت می‌کرد. روبسپیر در سال ۱۷۹۱ به عنوان «دادستان عمومی» منصوب شد و از آن پس، نماینده پرسروصدای شهروندان مردی بود که تریبون سیاسی نداشتند، و به دنبال پذیرش بدون محدودیت آنها در گارد ملی فرانسه، مناصب عمومی و درجات بالای ارتش بود و برای تحقق حق درخواست و حق حمل اسلحه در دفاع از خود تلاش می‌کرد. روبسپیر در شورشی که منجر به سقوط پادشاهی فرانسه در ۱۰ اوت ۱۷۹۲ و تشکیل کنوانسیون ملی فرانسه شد نقش مهمی ایفا کرد. هدف او ایجاد یک فرانسهٔ واحد و تفکیک‌ناپذیر (جمهوری اول فرانسه)، ایجاد برابری در برابر قانون، لغو حقوق و امتیازهای ویژه و انحصاری، و دفاع از اصول دموکراسی مستقیم بود. او به دلیل پای‌بندی سختگیرانه به ارزش‌های اخلاقی، «فسادناپذیر» لقب گرفته بود.
روبسپیر که یکی از اعضای کمون پاریس (۱۷۹۲) بود، در سپتامبر ۱۷۹۲ به نمایندگی کنوانسیون ملی فرانسه برگزیده شد اما خیلی زود به خاطر تلاش برای ایجاد حکومت سه‌نفره یا دیکتاتوری مورد انتقاد قرار گرفت. در آوریل ۱۷۹۳، روبسپیر ژاکوبن‌ها را فراخواند تا نیروی نظامی‌ای موسوم به «ارتش پابرهنگان» را برای اجرای قوانین انقلابی و از میان برداشتن عوامل توطئهٔ ضدانقلابی تشکیل بدهند، که منجر به شورش مسلحانهٔ ۳۱ مه تا ۲ ژوئن ۱۷۹۳ شد. روبسپیر اعلام کرد که به خاطر بیماری قصد دارد استعفا بدهد اما در ماه ژوئیه به عنوان یکی از اعضای نهاد قدرتمندی به نام کمیتهٔ امنیت عمومی منصوب شد و دادگاه انقلابی را بار دیگر سازماندهی کرد. طی دورهٔ وحشت، دست‌کم ۳۰۰٬۰۰۰ متهم دستگیر شدند که از این میان ۱۷٬۰۰۰ نفر اعدام شدند و احتمالاً ۱۰٬۰۰۰ نفر نیز در زندان یا بدون محاکمه جان باختند.
هرچند روبسپیر همیشه متحدان همفکری داشت، اما خشونتی که با انگیزه‌های سیاسی از سوی گروه مونتانی به کار بسته و ترویج می‌شد، باعث گردید افراد بسیاری از جمله اعضای کنوانسیون ملی و عموم مردم، از این گروه بُریده و با آن دشمن شوند. در نهایت روبسپیر و متحدانش در ۲۷ ژوئیه ۱۷۹۴ در تالار شهر پاریس دستگیر شدند. حدود ۹۰ نفر از جمله خود روبسپیر، طی روزهای بعد اعدام شدند. این رویدادها نقطهٔ شروع دوره‌ای موسوم به «واکنش ترمیدوری» بود.
روبسپیر، به خاطر عقاید و سیاست‌هایش، در زمانهٔ خود چهره‌ای جنجالی و تفرقه‌انگیز بود و تا به امروز نیز چنین است. میراث و کارنامهٔ او کماکان موضوع بحث عمومی و دانشگاهی است. از نظر برخی، روبسپیر نظریه‌پرداز اصلی انقلاب فرانسه و تبلور نخستین تجربهٔ دموکراتیک این کشور است، و از نظر برخی دیگر، مظهر و تجسم وحشت.

## اوایل زندگی
غسل تعمید ماکسیمیلیان دو رابسپیر در ۶ می ۱۷۵۸ در آراس در استان آرتویس انجام شد. خانواده ماکسیمیلیان به واودریکورت، پس دو کلیس در قرن پانزدهم برمی‌گردد. پدر بزرگ او که وی هم نام ماکسیمیلیان دو رابسپیر در آراس به عنوان وکیل حقوقی کار می‌کرد. پدرش فرانسیس ماکسیمیلیان بارتلمی دو رابسپیر (۱۷۳۲–۱۷۷۷) وکیلی در کنسول آرتویس بود که در ۳ ژانویه ۱۷۵۸ با ژاکلین مارگوریت کارول (۱۷۳۵–۱۷۶۴)، دختر یک آبجو ساز ازدواج کرد. ماکسیمیلیان پنج ماه بعد به عنوان بزرگ‌ترین فرزند از پنج فرزند خانواده متولد شد. دیگر فرزندان خانواده شارلوت دو روبسپیر (۱۷۶۰–۱۸۳۴)،  هنریت (۱۷۶۱–۱۷۸۰)  و آگوستین روبسپیر (۱۷۶۳–۱۷۹۴) .
در ژوئیه ۱۷۶۴، مادر روبسپیر دوازده روز پس از زایمان ناموفق نوزاد دختر مرده در ۲۹ سالگی درگذشت. فرانسیس دو روبسپیر پریشان شده از مرگ همسرش آراس را در حدود ۱۷۶۷ ترک کرد  دو دخترش فانسیس توسط عمه‌های خود و دو پسرش توسط مادر و پدریزرگ مادریشان بزرگ شدند. هنگام مرگ مادرش روبسپیر تنها شش سال داشت. او که در هشت سالگی باسواد شده بود، شروع به رفتن به کالج آراس (مدرسه راهنمایی) کرد. در اکتبر ۱۷۶۹ با توصیه‌نامه راهب لوییس ماری هبلاری دو کونزی ()، وی بورس تحصیلی برای تحصیل در کالج لیسه لوییس له گراند در پاریس را دریافت نمود. همشاگردی‌های او شامل کامی دمولن و لویس ماری ستانیسلاس فریرون بودند. در مدرسه، او تحسین جمهوری رم ایدئال شده و خطابت سیسرون، کاتوی کوچک و لوکیوس یونیوس بروتوس را آموخت. در ۱۷۷۶ او برنده جایزه نخست خطابت شد. او همچنین به مطالعه کارهای روشنگر جنوایی ژان-ژاک روسو پرداخت و مجذوب بسیاری از ایده‌های وی در قرارداد اجتماعی شد. روبسپیر مجذوب ایده «خود بافضیلت»، انسانی که به تنهایی به هوشیاری و آگاهی خود اتکا می‌کند، شد.

## شخصیت
روبسپیر به‌سبب چهرهٔ عجیب و گویش دهاتی و پشتکار شگفت‌انگیزی که داشت، تا مدتی مورد استهزا و تحقیر نمایندگان قرار داشت. این اندیشمند انقلابی دارای مرام روشن و مشخصی بود و به خودش اجازه نمی‌داد که ذره‌ای از آن منحرف شود و بدین جهت، سخنوری‌های او ژرف و دقیق بود، ولی چون فاقد حرارت بیان بود، نمی‌توانست مثل میرابو و بارانف شنوندگان را تحت تأثیر قرار دهد، با اینکه این دو اندیشهٔ عمیق و ژرف‌بینی او را نداشتند. سخنوری‌های لوشابلیه و لامیت و بیتیون و سییس، همه وقت سخنوری‌های او را تحت‌الشعاع می‌گرفتند، زیرا روبسپیر از ظاهرسازی و اغفال و بازی با احساسات نمایندگان و شنوندگان متنفر بود و حتی برای یک مرتبه هم سعی نکرد تا شنوندگان خود را با ذکر لطیفه‌ای بخنداند.
برخی اوقات، فرانسوی‌ها او را «فساد ناپذیر» می‌نامند. سابقهٔ این لقب، به یکی از سخنرانی‌های «ژان پل مارا» (یکی از شخصیت‌های انقلاب فرانسه) برمی‌گردد که در آن، روبسپیر را «فسادناپذیر» خوانده بود و با استقبال اغلب فرانسویان روبرو شد. تا جایی که به‌گفتهٔ رومن رولان، «لابیل گویار»، تک‌چهره‌ای (پرتره‌ای) را که در سال ۱۷۹۱ از روبسپیر نقاشی کرده بود «فسادناپذیر» نامگذاری کرد.
اغلب مبارزات سیاسی روبسپیر در کسوت یک حقوقدان یا نمایندهٔ پارلمانی انجام گرفته‌است. انگار او می‌خواسته با استفاده از قوانین حقوقی، زندگی فرانسویان را بهبود ببخشد. او ایده‌های خود را در قالب لوایح قانونی به مجلس نمایندگان می‌برد، بیشتر مخالفانش را با محاکمهٔ حقوقی مغلوب می‌کرد، برای تحت فشار گذاشتن نجبا و فئودال‌ها، لوایح قانونی متعددی پیشنهاد می‌داد و حتی در دوره‌هایی که در میان سیاست‌مداران فرانسوی منزوی بود، به پشتوانهٔ قوانین، هفته‌ها موقعیت سیاسی خود را حفظ می‌کرد.
روبسپیر در زمانه‌ای زندگی می‌کرد که نظام سیاسی فرانسه از یک وضعیت سلطهٔ سلطنتی به یک وضعیت حقوقی-بوروکراتیک تغییر می‌کرد. هدف اصلی سیاست‌مداران انقلابی فرانسه، در این دوره، اصلاح قوانین موجود یا وضع قوانین جدیدی به منظور بهبود زندگی فرانسویان بود. آنها حتی برای برخی از مفاهیم انتزاعی (مانند آزادی) قوانین مشخص و مدونی تصویب کردند.
اما ویژگی بارز روبسپیر در این است که او برخلاف مرام و مسلک بیشتر چهره‌های انقلابی دنیا، کمتر در کارناوال‌های خیابانی شرکت می‌کرد.

## کمیته‌های نظارت
در جریان انقلاب فرانسه، ماکسیمیلیان روبسپیر و همراهانش مردم را به‌دقت تحت نظر داشتند و هرگونه مخالفت داخلی را به‌شدت سرکوب می‌کردند. در سال ۱۷۹۳، دولت انقلابی «کمیته‌های نظارت» را در سراسر فرانسه با ۱۲ عضو تأسیس کرد. این کمیته‌ها اجازه داشتند اشراف سابق، خارجی‌ها، فرانسوی‌های تازه از خارج برگشته، مقامات دولتی منفصل از خدمت و خیلی‌های دیگر را شناسایی کنند، آنها را تحت نظر قرار دهند و بازداشت کنند.

## نگارخانه

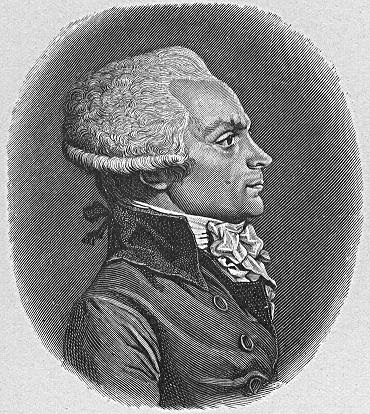
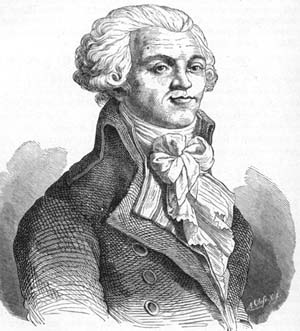
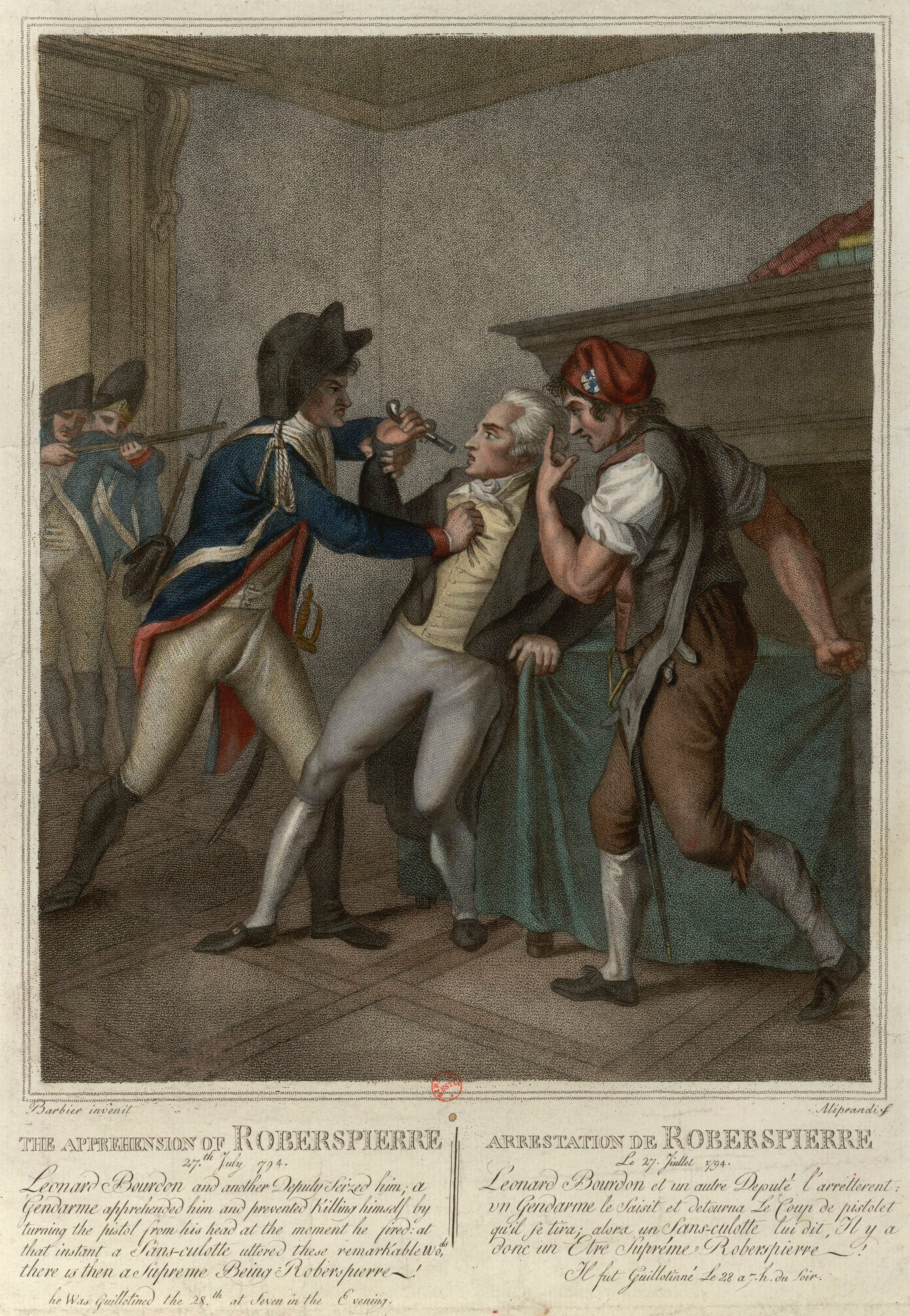
دستگیری
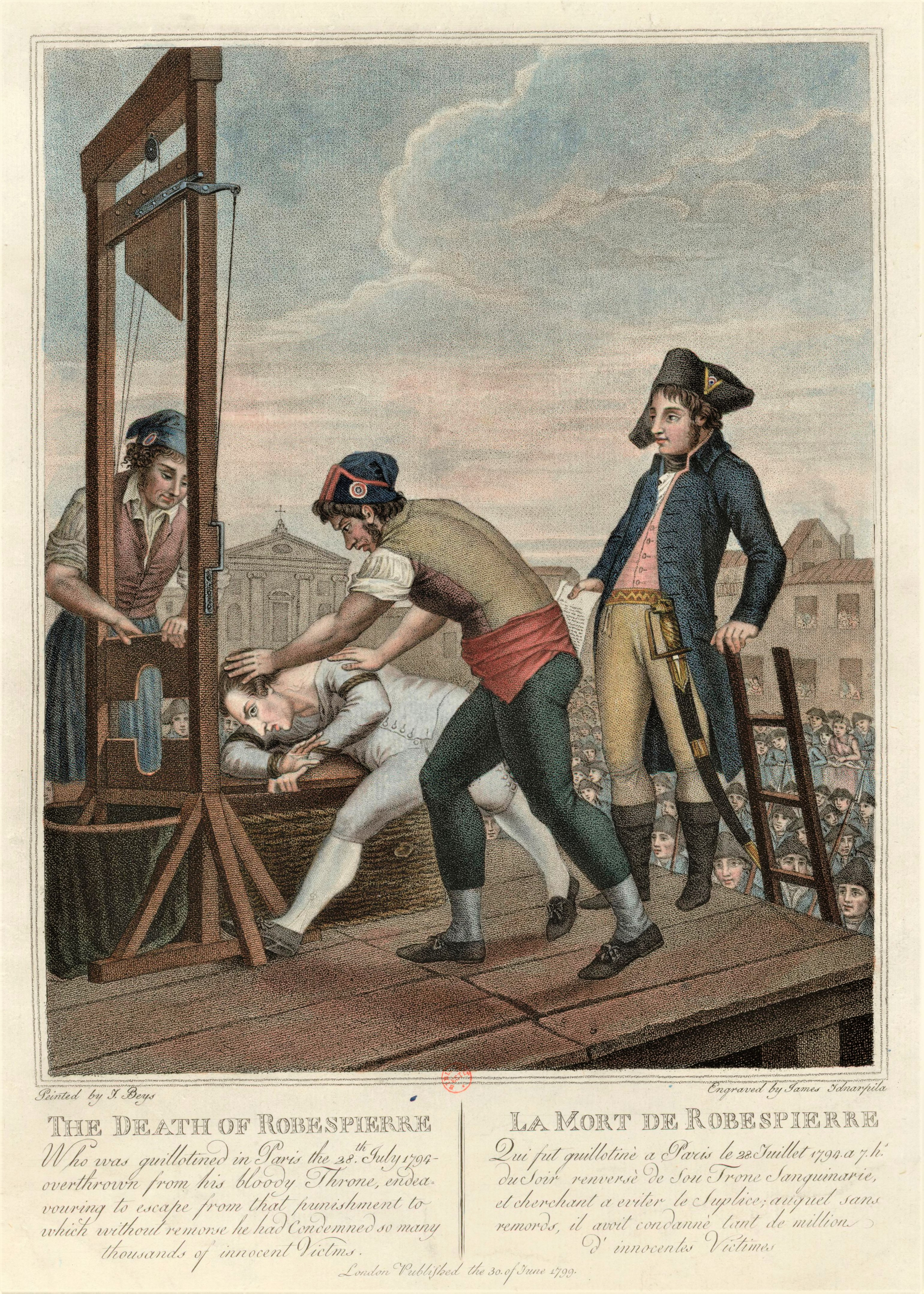
اعدام با گیوتین
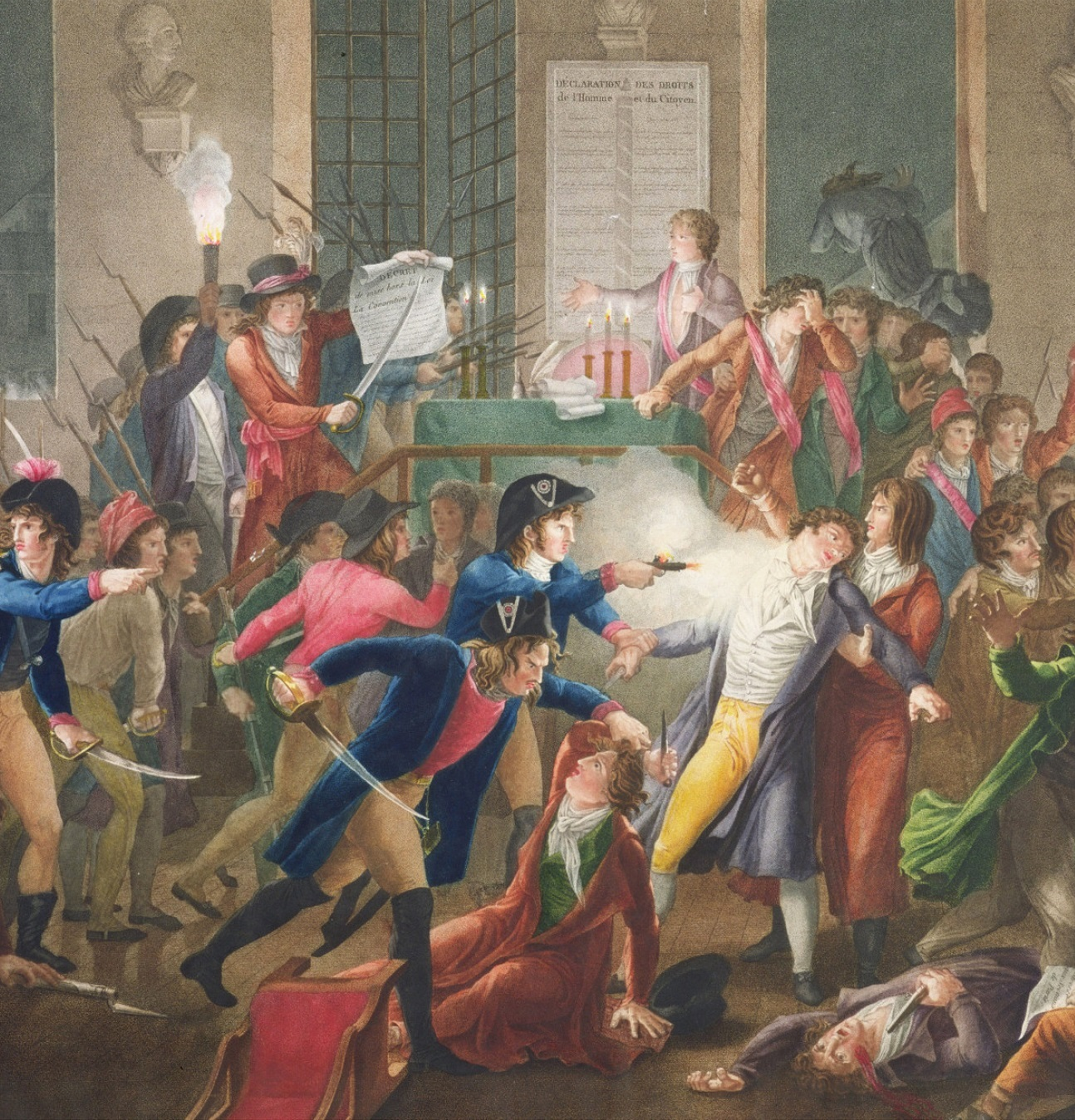
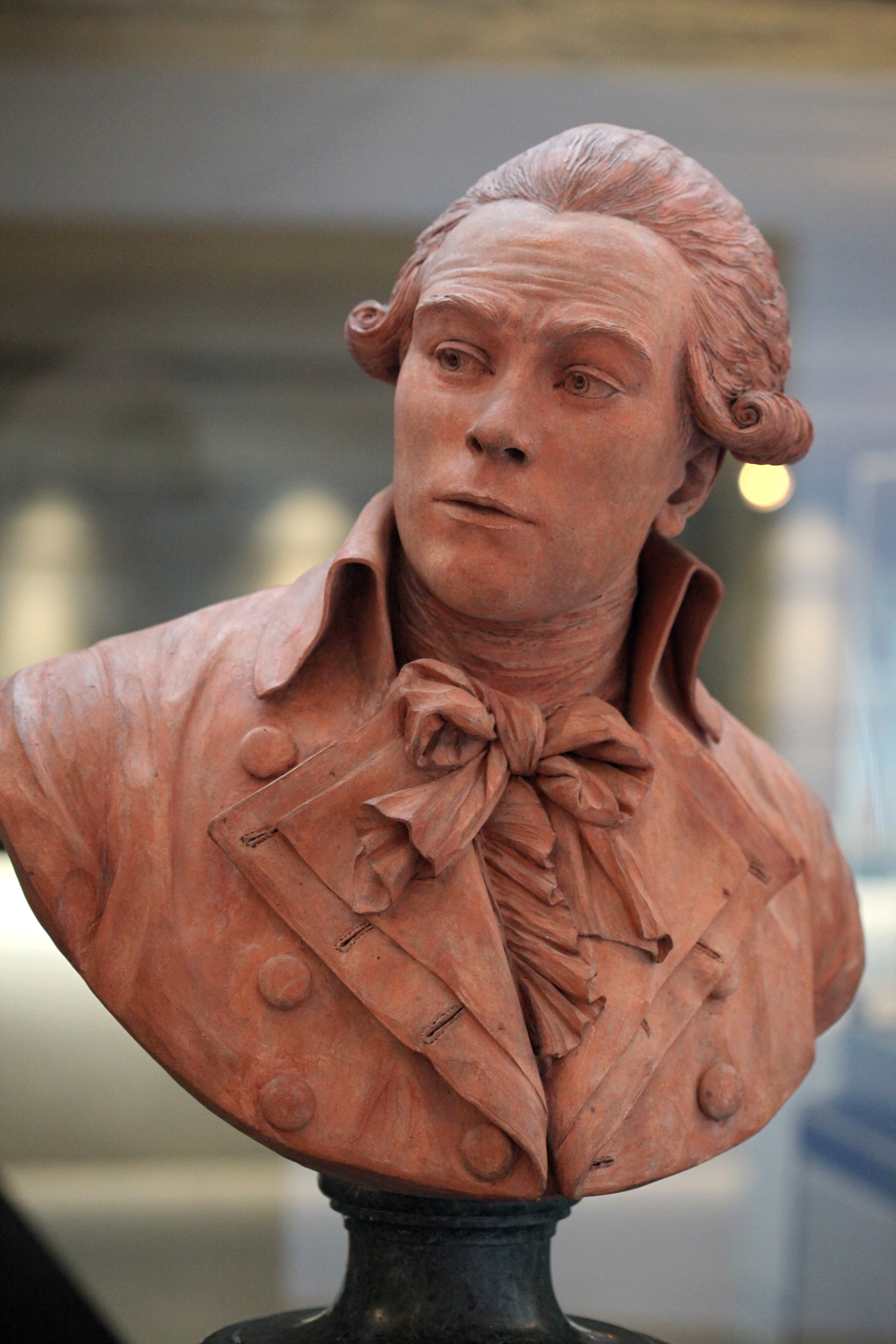
سردیس روبسپیر در موزه انقلاب فرانسه

## یادداشت
1. ↑  که با نام ماری مارگارت شارلوت دو روبسپیر غسل تعمید داده شد، در زمانی که برادرش در قدرت بود با ژوزف فوشه نامزد شد، که پس از وقایع ۹ ترمیدور نامزدیش را به هم زد. شارلوت هرگز ازدواج نکرد و در سن ۷۴ سالگی درگذشت
2. ↑  هنری اولالی فرانسیس دو روبسپیر همراه شارلوت در کوت دو مانار (couvent des Manarres) در تورنه آموزش دید
3. ↑  که به همراه ماکسیمیلیان با گیوتین اعدام شد.
4. ↑  او ۱۷۷۷ در مدهیم زندگی می‌کرد و برای دورانی به آراس بازمی‌گشت، سرانجام در ۶ نوامبر ۱۷۷۷ در ساواتروکریش در مونیخ به خاک سپرده شد.